# 3001 Michelangelo
För andra betydelser, se Michelangelo (olika betydelser).

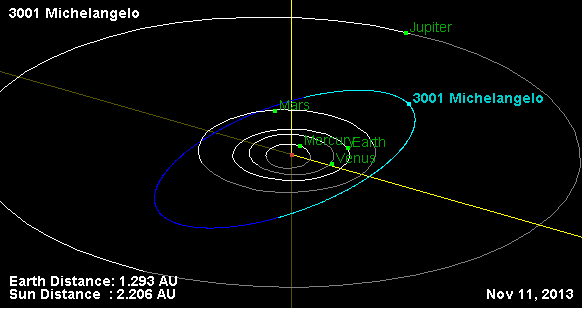
3001 Michelangelo

3001 Michelangelo eller 1982 BC1 är en asteroid i huvudbältet som upptäcktes den 24 januari 1982 av den amerikanske astronomen Edward L.G. Bowell vid Anderson Mesa Station. Den är uppkallad efter den italienska skulptören, arkitekten, målaren och poeten, Michelangelo.
Asteroiden har en diameter på ungefär 7 kilometer.